# (4137) Crabtree
(4137) Crabtree ist ein Hauptgürtelasteroid, der am 24. November 1970 von Luboš Kohoutek von der Hamburger Sternwarte aus entdeckt wurde.
Der Asteroid wurde nach dem englischen Astronomen William Crabtree (1610–1644) benannt. Er beobachtete den Venustransit von 1639.